# Shunsuke Fukuda
Shunshuke Fukuda (Misato, 17 de abril de 1986) é um futebolista profissional japônes, zagueiro central, milita no Omiya Ardija.